# Dècada del 1350 aC

## Esdeveniments
- Vers 1360 aC, Burnaburiaix II succeeix a Kadaixman-Enlil I.
- Vers 1353/1351 aC, mort d'Amenofis III. El succeeix el seu fill Amenofis IV (Amenhotep IV), casat amb Nefertiti, que era filla del visir Ay, suposadament germà de la reina mare Tiy (Tig o Tiya); va tenir almenys altres tres esposes: Merytaten, Kiya (possible mare de Tutankhamon), i Ankhesenpaaten (possible mare d'Ankhesenpaaten la Jove, després casada amb Tutankhamon). Més tard el faraó agafara el nom d'Akhenaton
- Vers 1360-1350 aC, el rei hitita Thudalias III envia al seu fill Subiluliuma contra els kashkes al interior d'Hatti; els kashkes estaven saquejant la zona i quan el príncep arribava van atacar la ciutat de Washaniya que també van saquejar, sent després perseguits cap a la muntanya Pirwasi. Després el rei va enviar el seu fill a Arzawa on va combatre contra les tribus que havien penetrat també al país hitita. El regne de Mitanni està en dificultats a causa de la seva divisió el que afavoreix als hitites, que s'expandeixen: sotmeten Ishuwa (a l'est del curs superior de l'Eufrates), Alshe (regió oriental del Tigris) on conquereixen la fortalesa de Kut Mar, es forçat a esdevenir vassall posant al tron a Antaratli. Cap al sud arriben fins a Kadesh i Amurru i arrabassen a la influència egípcia els països de Irrite i Shuta; la frontera amb Egipte s'estableix a l'Eufrates; Khalpa o Khalap també cau sota la influència hitita posant al tron al rei Telepinu, un dels fills del rei hitita. El regne de Nukhaskhe (Nuhase) entre Hamath i l'Eufrates, governat per Sharrup Shi, paga tribut. Conquesta del regne occidental de Mitanni.
- Vers 1360 aC Artatama II, rei oriental de Mitanni, s'alia als hitites, que s'expandeixen. Els hitites van derrotar el rei Tushratta de la part occidental i van conquerir Washukanni; el rei Tushratta va fugir (i fou assassinat en la fugida per un fill que volia el tron i alguns oficials i dignataris que li havien perdut la confiança) i els hitites van reconèixer com únic rei de Mitanni a Artatama II i li van cedir Washukanni; Mattiwaza, fill de Thusratta, intenta preservar el poder amb ajut de Babilònia, però no ho aconsegueix. Artatama II devia ser bastant gran, i aviat va deixar el govern (si no ho havia fet ja) al seu fill Shuttarna III, que actuava com a corregent. Shuttarna va retornar les portes de plata i or del palau d'Assur que Mitanni tenia com a trofeu, i va retornar a Alshe els regals emmagatzemats d'or i plata; va acceptar pagar tribut a Assíria; va exterminar a la casa de Tushratta i els va confiscar les propietats; va destruir el palau i va exterminar a les cases principals de nobles; alguns nobles foren extradits a Assíria i a Alshe i altres empalats a la ciutat de Taite (probablement la seva capital habitual) on Suttarna va establir la seva capital permanent. Un fill de Tushratta, Kili-Teshub va intentar recuperar el poder a Washukanni però tampoc ho va aconseguir. Un contingent amb dos-cents carros de combat dirigits per un home anomenat Aki-Teshub, probablement de la família de Tushratta, que devien ser les restes de l'exèrcit, va fugir a Babilònia i Artatama II i el seu fill Shuttarna III es van imposar definitivament a Mitanni.
- Vers 1350 aC Els hitites i els egipcis delimiten les seves zones de influencia: el principat de Kinza (capital Kadesh, on regnava Shuttarna, que va deixar el tron al seu fill Aitakama), Ugarit i Amurru (on per aquest temps arriba al tron Aziru) queden per Egipte, i Nuhase, Qatna, Karkemish (on es posat al tron el tercer fill de Suppiluliuma de nom Piyushshili, però va morir al cap de poc i el va succeir el seu germà menor Sarrikushukh)) i Alep, passen als hitites.
- Vers 1350 aC, a la mort d'Eriba-Adad I el succeeix el seu fill Aixuruballit I (vers 1353–1318 aC); els assiris s'imposen al país de Musri (modern Jebel Maklub) que abans estava sota influència de Mitanni.
- Vers 1350 aC Egist, fill de Triestes, mata al rei de Micenes, Atreu (germà bessó de Triestes) i expulsa als fill del mort, Agamenó i Menelau, que es van refugiar a Esparta, on era rei Tindareu i on es van casar amb les filles d'aquest, Helena i Clitem (Menelau i Helena tindran tres filles llegendàries: Ifigènia, Electra i Orèstia.
- Vers 1350 aC. Apogeu de Micenes: construcció de la Porta dels Lleons i del Tresor d'Atreu.
- Vers 1350 aC, regnen a Arcàdia els llegendaris reis Anceu seguit del seu fill Agapenó. A Naxos regna Nireu, fill de Canop i Agles.
- Vers 1350 aC, el país d'Azzi estava per aquest temps governat per un rei anomenat Anniya que segons se suposa, va crear una confederació política dels pobles (prearmenis) de la frontera oriental dels hitites, formant un regne que anava del riu Iris (Ysehil Irmak) al llac Van i de la mar Negra a Ishuwa, esmentat pels historiadors com Hayasa-Azzi.